# Wydział Aktorski we Wrocławiu Akademii Sztuk Teatralnych im. Stanisława Wyspiańskiego w Krakowie
Wydział Aktorski we Wrocławiu Akademii Sztuk Teatralnych im. Stanisława Wyspiańskiego w Krakowie – jeden z pięciu wydziałów Akademii Sztuk Teatralnych im. Stanisława Wyspiańskiego w Krakowie. Jego siedziba znajduje się przy ul. Braniborskiej 59 we Wrocławiu.

## Kierunki studiów
- aktorstwo[1]

## Władze
Kadencja 2024–2029:
- Dziekan: prof. dr hab. Bożena Klimczak
- Prodziekan: mgr Magdalena Kolska